# Meuro (Bad Schmiedeberg)
Meuro ist ein Ortsteil der Stadt Bad Schmiedeberg im Landkreis Wittenberg in Sachsen-Anhalt. Seit dem 1. Juli 2009 gehört Meuro mit den Ortsteilen Ogkeln, Sackwitz und Scholis zu Bad Schmiedeberg.

## Geografie
Der Ort liegt ungefähr 20 Kilometer südöstlich von Lutherstadt Wittenberg und etwa 5 Kilometer nordwestlich von Bad Schmiedeberg am Nordrand der Dübener Heide. So befindet sich der Südteil des Ortes im Naturpark Dübener Heide. Durch die Gemarkung Meuro fließt das Flüsschen Flieth.

## Geschichte
Meuro wurde im Jahr 1410 als Murow bzw. Muraw ersterwähnt. Der Name geht vermutlich auf das altslawische Murana zurück, eine Bezeichnung für saftiges Gras. Es war zeitweilig Rittervorwerk, Schulstandort und Produktionsstandort für Spirituosen.
Am 1. Juli 1950 wurde die bis dahin eigenständige Gemeinde Sackwitz eingegliedert.
Im ehemaligen Ortsteil Ogkeln wurde von 1981 bis 1983 ein zentraler Agrarflugerprobungsstützpunkt (AFES) aufgebaut. Der Stützpunkt und das Flugfeld dienten bis zur deutschen Wiedervereinigung als Experimentalbasis für die Durchführung von applikationstechnischen Untersuchungen mit Agrarflugzeugen. Zusätzlich wurden auf dem Gelände Versuche zur Waldbrandbekämpfung mittels Hubschrauber durchgeführt.
Der letzte Bürgermeister der selbstständigen Gemeinde Meuro war Volker Barth.

## Verkehr

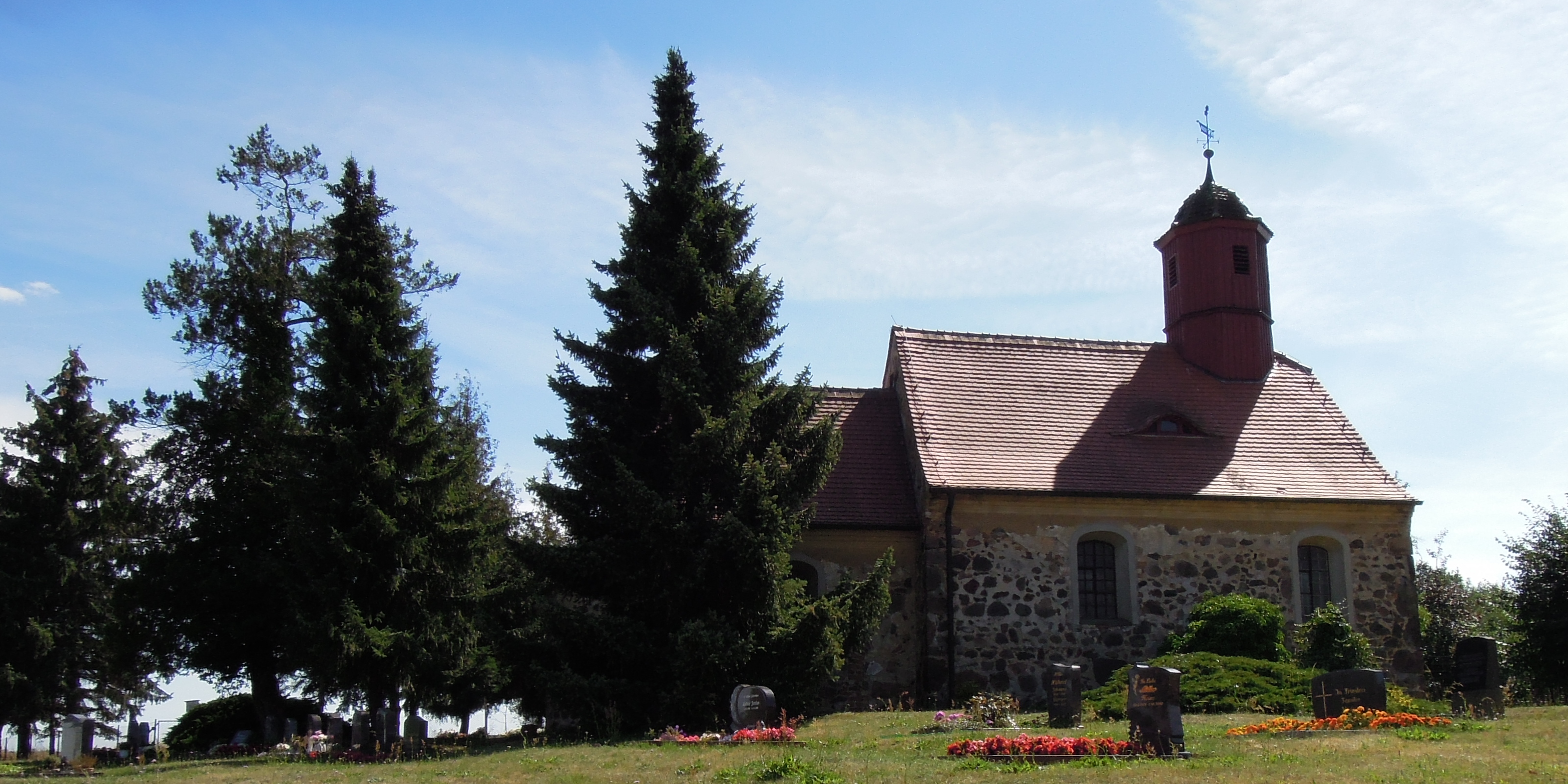
Feldsteinkirche Ogkeln

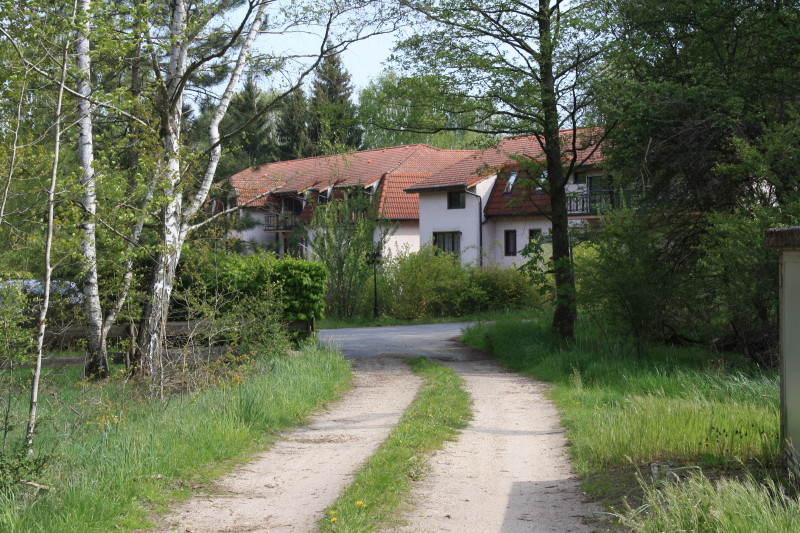
Sackwitzer Mühle

Meuro liegt an der Landesstraße 129 zwischen Kemberg und Bad Schmiedeberg. Westlich der Gemeinde verläuft die B 2 und östlich die B 182.

## Sehenswürdigkeiten
- Feldsteinkirche Meuro
- Feldsteinkirche Ogkeln

## Weiteres
Im Jahr 2001 war der ehemalige Ortsteil Sackwitz u. a. Drehort für den ZDF-Vierteiler „Liebesau – Die andere Heimat“.

## Persönlichkeiten
- August Müller (1679–1749), evangelischer Theologe, in Meuro geboren
- Ernst Paul Dörfler (* 1950), Umweltschützer und Mitbegründer der Grünen Partei in der DDR, in Meuro aufgewachsen